# Деревна гадюка
Деревна гадюка (Atheris) — рід отруйних змій родини Гадюкові. Має 15 видів. Інша назва «чагарникова гадюка».

## Опис
Загальна довжина представників цього роду коливається від 60 до 80 см. Голова широка, шия вузька. Голова вкрита дрібною лускою. Очі з вертикальними зіницями. Верхньогубні щитки відділені від носових. Тулуб тонкий, стиснутий з боків. Хвіст чіпкий, чим зумовлено їх спосіб життя. Спинна луска більша за головну, накладається одна на одну. На середині спини проходять 14—36 рядків луски. Луска черева менша за спинну.
Забарвлення здебільшого коричневе, зелене, жовте, або синє.

## Спосіб життя
Полюбляють лісову та чагарникову місцини. Практично усе життя проводять на деревах або кущах. Активні вночі. Харчуються земноводними, гризунами, ящірками, птахами, дрібними зміями.
Це яйцеживородні змії. Самиці народжують до 15 дитинчат.
Отрута дуже сильна й небезпечна для людини, викликає біль, набряк.

## Розповсюдження
Це ендеміки Африки.

## Види
- Atheris acuminata
- Atheris barbouri
- Atheris broadleyi
- Atheris ceratophora
- Atheris chlorechis
- Atheris desaixi
- Atheris hetfieldi
- Atheris hirsuta
- Atheris hispida
- Atheris katangensis
- Atheris mabuensis
- Atheris matildae
- Atheris nitschei
- Atheris rungweensis
- Atheris squamigera
- Atheris subocularis